# Adaobi Tricia Nwaubani
Adaobi Tricia Obinne Nwaubani là một nữ tiểu thuyết gia, diễn viên hài, nhà tiểu luận và nhà báo người Nigeria. Cuốn tiểu thuyết đầu tay của cô, với tiêu đề Tôi không đến với bạn bởi Chance, đã giành giải thưởng Nhà văn thịnh vượng chung năm 2010 cho cuốn sách đầu tiên hay nhất (Châu Phi), một giải thưởng Sách đầu tiên của Betty Trask, và được đặt tên bởi Washington Post là một trong những cuốn sách hay nhất năm 2009.

## Niên thiếu và Sự nghiệp
Sinh ra ở Enugu, Nigeria, đến Chukwuma Hope Nwaubani và Patricia Uberife Nwaubani năm 1976, Nwaubani được cả cha mẹ ở Umuahia (nơi cha cô sinh ra), Abia State, được một trong số những người Igbo nuôi dưỡng. Năm 10 tuổi, cô rời nhà đi học trường nội trú tại trường Đại học nữ chính phủ liên bang Owerri. Cô học ngành Tâm lý học tại Đại học Ibadan, đại học hàng đầu của Nigeria.
Khi còn là thiếu niên, Nwaubani thầm ước mơ trở thành điệp viên CIA hoặc KGB. Cô kiếm được thu nhập đầu tiên từ việc giành chiến thắng trong một cuộc thi viết từ năm 13 tuổi. Mẹ cô là anh em họ với Flora Nwapa, nhà văn nữ đầu tiên của châu Phi xuất đã bản một cuốn sách tiếng tăm. Trong năm đầu tiên tại trường Đại học, cô là thành viên của Đội cờ vua Idia và cũng là thành viên của dàn hợp xướng (nhạc cổ điển) của trường đại học này.
Nwaubani là một trong những biên tập viên tiên phong của các tờ báo NEXT hiện không còn tồn tại của Nigeria, được thành lập bởi nhà báo từng đoạt giải Pulitzer Dele Olojede. 

## Cuộc sống cá nhân
Cô sống ở Abuja, Nigeria, nơi cô làm tư vấn và có sự nghiệp văn chương của mình.

## Tác phẩm
I Do not Come to You by Chance là tiểu thuyết đầu tay của Nwaubani, xuất bản năm 2009. Tác phẩm lấy bối cảnh thế giới của những trò gian lận email ở Nigeria, cuốn sách kể về câu chuyện của một chàng trai trẻ, Kingsley, người đã tìm đến chú Boniface của mình để được giúp đỡ trong việc cứu gia đình mình thoát khỏi đói nghèo.

## Giải thưởng
- Giải thưởng Nhà văn Khối thịnh vượng chung năm 2010 cho cuốn sách đầu tiên hay nhất (Châu Phi) [9]
- Giải thưởng sách đầu tiên của Betty Trask năm 2010 [10]
- Giải thưởng Wole Soyinka năm 2010 cho vòng chung kết ở Châu Phi [cần dẫn nguồn] [ <span title="This claim needs references to reliable sources. (July 2018)">cần dẫn nguồn</span> ][ <span title="This claim needs references to reliable sources. (July 2018)">cần dẫn nguồn</span> ]
- Giải thưởng Nigeria 2012 cho danh sách rút gọn Văn học [11]
- Washington Post Sách hay nhất 2009 [12]

## Ảnh hưởng
Nwaubani đã bày tỏ mối quan tâm về giai điệu chủ yếu của tiểu thuyết châu Phi.    Bà cho biết nhà văn Ireland Mỹ Frank McCourt 's Pulitzer thưởng Ashes của Angela với shoe diễn của cô ấy rằng cô ấy có thể viết về các vấn đề nghiêm trọng trong một giai điệu hài hước.    Cô cũng là một người rất ngưỡng mộ một nghệ sĩ hài hước người Anh là PG Wodehouse. 

### Nhận xét
- Ikhide R. Ikheloa (23–ngày 24 tháng 5 năm 2009). "Review: I Do Not Come To You By Chance". The New Black Magazine. Bản gốc lưu trữ ngày 21 tháng 1 năm 2021. Truy cập ngày 20 tháng 7 năm 2019. {{Chú thích báo}}: Kiểm tra giá trị ngày tháng trong: |date= (trợ giúp)